# Лесной (Ленинградская область)
Лесной — посёлок в Лидском сельском поселении Бокситогорского района Ленинградской области.

## История
По данным 1966 и 1973 годов посёлок Лесной входил в состав Серебрянского сельсовета.
По данным 1990 года посёлок Лесной входил в состав Заборьевского сельсовета.
В 1997 году в посёлке Лесной Заборьевской волости проживали 219 человек, в 2002 году — 206 человек (русские — 88 %).
В 2007 году в посёлке Лесной Заборьевского сельского поселения проживали 135 человек, в 2010 году — 43 человека. 
Со 2 июня 2014 года — в составе вновь созданного Лидского сельского поселения Бокситогорского района.
В 2015 году в посёлке Лесной Лидского СП проживали 10 человек.

## География
Посёлок расположен в восточной части района близ железнодорожной линии Волховстрой I — Вологда, к востоку от автодороги 41К-033 (Сомино — Ольеши).
Расстояние до посёлка Заборье — 21 км.
Расстояние до ближайшей железнодорожной станции Верхневольский — 1 км. 
Посёлок находится на правом берегу реки Колпь.

## Демография
| 1997 | 2002 | 2007 | 2010 | 2017 |
| ---- | ---- | ---- | ---- | ---- |
| 219  | ↘206 | ↘135 | ↘43  | ↘10  |

## Инфраструктура
На 1 января 2016 года в посёлке было зарегистрировано 3 домохозяйства.